# Огарёво-Почково
Огарёво-По́чково (Агарево, Почково) — село в Сасовском районе Рязанской области России.
Входит в состав Глядковского сельского поселения.

## Географическое положение
Село находится в северной части Сасовского района, в 18 км к северу от райцентра на реке Ежачке.
Ближайшие населённые пункты:

— Нащи в 5 км к северу по гравийной дороге;

— Истлеево в 1 км к юго-востоку по асфальтированной дороге;

— Подболотье в 4 км к северо-западу по грунтовой дороге.
Ближайшая железнодорожная станция Сасово в 18 км к югу по асфальтированной дороге.

## Природа

#### Климат
Климат умеренно континентальный с умеренно жарким летом (средняя температура июля +19 °С) и относительно холодной зимой (средняя температура января −11 °С). Осадков выпадает около 600 мм в год.

## История
Образовано путём объединения сельца Огарёво и села Почково, разделённых рекой Ежачкой.
С 1861 г. оба поселения входили в Истлеевскую волость Елатомского уезда Тамбовской губернии.
С 2004 г. и до настоящего времени село входит в состав Глядковского сельского поселения.
До этого момента являлось административным центром Огарёво-Почковского сельского округа.
Огарево-Почково усадьба дворянки М.И. Лаврецкой (1721-1784), бывшей замужем за бригадиром И.А. Лутовиновым (1707-ок. 1778). Затем принадлежала их детям: П.И. Лутовинову (1743-1787), А.И. Лутовинову (1747-1796), И.И. Лутовинову (1753-1813) и после внучке В.П. Лутовиновой (1780-1850), вышедшей замуж за полковника С.Н. Тургенева (1793-1834). Потом их сыну писателю И.С. Тургеневу (1818-1883).
Сохранилась Успенская церковь, построенная по образцовому проекту конца XIX - начала XX века, вместо предыдущей Никольской, возведенной в 1750 году совладельцем села князем Хилковым.

## Население
| 1914 | 1981 | 1989 | 2002 | 2010 |
| ---- | ---- | ---- | ---- | ---- |
| 3007 | ↘580 | ↘454 | ↘384 | ↘301 |

## Инфраструктура

#### Дорожная сеть
Связано с сетью дорог асфальтированной дорогой.
Улицы села: Беглова, Луговая, Механизаторов, Молодёжная, Новая, Школьная.

#### Транспорт
Связь с райцентром осуществляется пригородным автобусным маршрутом № 110 Сасово — Устье — Огарёво-Почково. Автобусы средней вместимости (ПАЗ-3205).

#### Связь
Действует сельское отделение почтовой связи. Индекс 391444 (до 01.01.2000 г. — 391604).

#### Инженерная инфраструктура
Электроэнергию село получает по тупиковой ЛЭП 10 кВ от подстанции 110/10 кВ «Цна», находящейся в Сасове.